# 比奧托普湖
51°49′19.73″N 6°56′2.59″E / 51.8221472°N 6.9340528°E

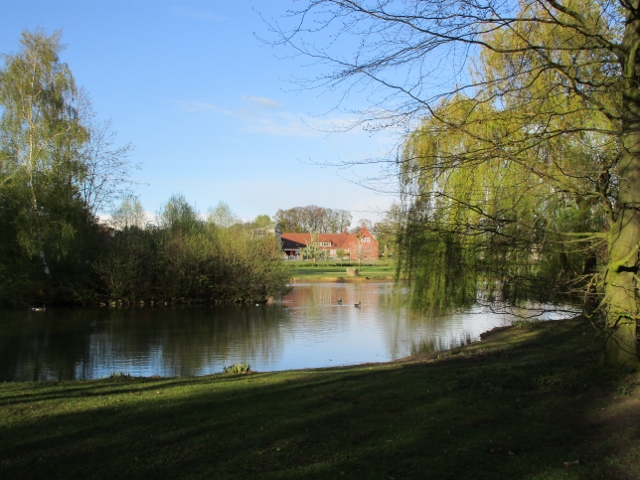

比奧托普湖（德語：Biotop-See），是德國的湖泊，位於該國西部，由北萊茵-威斯特法倫州負責管轄，處於博爾肯郡，長0.1公里、寬0.1公里，面積0.006平方公里，湖岸線長度0.4公里。